# Джадд, Эндрю
Сэр Эндрю Джадд (англ. Andrew Judde или Judd; 5 сентября 1492, Тонбридж графство Кент — 1558, Лондон) — английский купец, один из основателей Московской компании. Государственный деятель. Шериф лондонского Сити (1544). Лорд-мэр Лондона (1550). Рыцарь-бакалавр.

## Биография
Родился в семье богатого землевладельца Джона Джадда. Его мать была внучкой бывшего лорда-мэра Лондона Роберта Чичела и внучатой племянницей Генри Чичела, Архиепископа Кентерберийского (1414—1443). Его старшие братья унаследовали бо́льшую часть имущества, поэтому Эндрю отправился в Лондон в поисках богатств.
Приехав в Лондон, поступил на учёбу в ливрейную компанию меховщиков — Skinners 'Company. Со временем был руководителем компании в течение шести сроков.
Предприниматель и землевладелец. Сколотил большое состояние, часть которого использовал, чтобы основать школу в своем родном городе Тонбридж. Олдермен (1541—1558) и меховщик сэр Эндрю Джадд имел маноры и другие земли в графстве Кент, Хартфордшире и Суррее, а также сдаваемые в аренду помещения в Кенте. Владел, среди прочего, огороженным пастбищем «Сэндхилл» в Миддлсексе.
Движимость сэра Эндрю Джадда, по самым скромным подсчетам, оценивалась более чем в 6 тыс. фунтов стерлингов.
Эндрю Джадд был судовладельцем и экспортировал за пределы Англии сукно и шерсть. За время торговой карьеры лично ездил в Россию, Испанию, на побережье Африки. Имя сэра Эндрю также было связано с торговлей золотым песком из Гвинеи, импортом нефти, а затем и с торговлей мехами с Россией.
В 1544 году служил в качестве одного из шерифов Лондона, в 1550 году был избран лорд-мэром Лондона, главой Лондонской городской корпорации (администрации района Сити).
В 1551 году был посвящён в рыцари королём Эдуардом VI в Вестминстере.
В своей общественной жизни сэр Эндрю привлёк к себе внимание как Эдуарда VI, так и королевы Марии I, несмотря на переход от протестантизма к католицизму, благодаря своей исключительной верности короне. Несмотря на то, что формально он был протестантом, во времена Марии он активно защищал город от антикатолического восстания Уайетта, за что получил благосклонность королевы Марии I и её супруга короля Испании Филиппа II. Был мэром Кале.
Участвовал в создании «Торговой компании купцов-путешественников для открытия земель, стран, островов и неизвестных мест», позже переименованную в Московскую компанию. В 1553 году ими была отправлена экспедиция Лондонской торговой компании, в которой сэр Эндрю был видным членом. Он и другие члены финансировали экспедицию, с целью найти северо-восточный проход через Арктику в Азию и найти новые рынки сбыта английской шерсти. Два из трёх кораблей были потеряны вблизи Лапландии, а третий случайно попал в Архангельский залив и его капитан Ричард Ченслор отправился в трудное сухопутное путешествие в Москву, чтобы встретиться с царём Иваном Грозным. У него было письмо от английского короля, и с этого года началась торговля с Россией и была создана Московская компания.
Умер в 1558 году и был похоронен в церкви Св. Елены в Лондоне.
На эпитафии ему написано: «TO RVSSIA AND MVSCOVA / TO SPAYNE GYNNY WITHOVT FAYLE / TRAVELD HE BY LAND AND SEA / BOTHE MAYRE OF LONDON AND STAPLE / THE COMMONWELTHE HE NORISHED / SO WORTHELIE IN ALL HIS DAIES / THAT ECH STATE FULL WELL HIM LOVED / TO HIS PERPETVAL PRAYES
THREE WYVES HE HAD ONE WAS MARY / FOWER SUNES ONE MAYDE HAD HE BY HER / ANNYS HAD NONE BY HIM TRVLY / BY DAME MARY HAD ONE DOWGHTER / THVS IN THE MONTH OF SEPTEMBER / A THOWSANDE FYVE HVNDRED FYFTEY / AND EYGHT, DIED THIS WORTHIE STAPLAR / WORSHIPYNGE HIS POSTERYTYE»
Его внуком был Томас Смит, первый губернатор Ост-Индийской компании и казначей Виргинской компании (с 1609—1620).